# 八剣村
八剣村（やつるぎむら）はかつて岐阜県羽島郡に存在した村である。
岐南町のほぼ西半分。現在の地名は、上印食、下印食、徳田、徳田西、薬師寺、みやまち、八剣、八剣北、石原瀬、平成（一部）であるが、区画整理のため厳密には異なる箇所がある。
村の名前は、八剣神社に由来する。

## 大字・小字
大字上印食
- 字寺田
- 字流
- 字五十鈴
- 字生島
- 字堤外

大字下印食
- 字中川田
- 字下川田
- 字上ノ切
- 字中縄
- 字葭原
- 字上心分
- 字霜田
- 字堂前

大字徳田
- 上野田
- 字中山
- 字葭原田
- 字宮東
- 字宮西
- 字宮南
- 字宮北
- 字出口
- 字大前田
- 字芝原
- 字御茶屋
- 字道東
- 字清水
- 字高野前
- 字中道
- 字大西
- 字申墳
- 字石原瀬

大字薬師寺
- 字奥田
- 字大跡
- 字川田
- 字西町
- 字中町
- 字東町
- 字堤外ノ五
- 字堤外ノ六
- 字堤服

大字八剣
- 字大山
- 字藤木
- 字池田
- 字川田大
- 字川田
- 字中食西
- 字中食東

## 歴史
- かつてこの地域は尾張国葉栗郡であったが、1586年（天正14年）の大洪水により木曽川の流れが大きく変わり、葉栗郡の新たな木曽川の北岸の地域は、羽栗郡に改称され、美濃国に編入される。
- 江戸時代、この地域は磐城平藩切通陣屋領（上印食村、下印食村）、天領（徳田村、印食新田）、尾張藩領（薬師寺村）となる。
- 1897年（明治30年）4月1日[1] - 羽栗郡と中島郡が合併して羽島郡となる。
- 1897年（明治30年）4月1日 - 下印食村、徳田村、上印食村、薬師寺村が合併し発足。
- 1956年（昭和31年）9月26日 - 上羽栗村と合併し岐南村が発足。同日八剣村廃止。昭和の大合併時、薬師寺地区の笠松町への編入を望む住民運動が発生したが、村と住民との話し合いにより解決されている。

## 交通機関
- 名古屋鉄道名古屋本線
  - 境川駅
  - 八剣駅

## 小・中学校
- 八剣村立八剣小学校（現・岐南町立西小学校）
- 岐阜市八剣村組合立厚八中学校